# 勝連内間
勝連内間（かつれんうちま）は、沖縄県うるま市の字。郵便番号は904-2313。人口は1,129人、世帯数は544世帯（2024年2月29日現在）。旧琉球王国勝連間切内間村、沖縄県中頭郡勝連間切内間村、中頭郡勝連村字内間、中頭郡勝連町字内間。
与勝半島の中央部に位置し、勝連庁舎が置かれている勝連平安名に隣接している。旧勝連町に7つあった字のひとつで、合併以前の地名は「字内間」であった。

## 地理
与勝半島の中央部、うるま市の旧勝連町に位置する。

## 主要施設
- うるま市立勝連小学校
- 内間公民館
- 陸上自衛隊勝連分屯地
- 与勝ゴミ処理場